# Каво Бенедетино I (Болоња)
Каво Бенедетино I (итал. Cavo Benedettino I) је насеље у Италији у округу Болоња, региону Емилија-Ромања.
Према процени из 2011. у насељу је живело 9 становника. Насеље се налази на надморској висини од 9 м.